# Schloss Krickenbeck

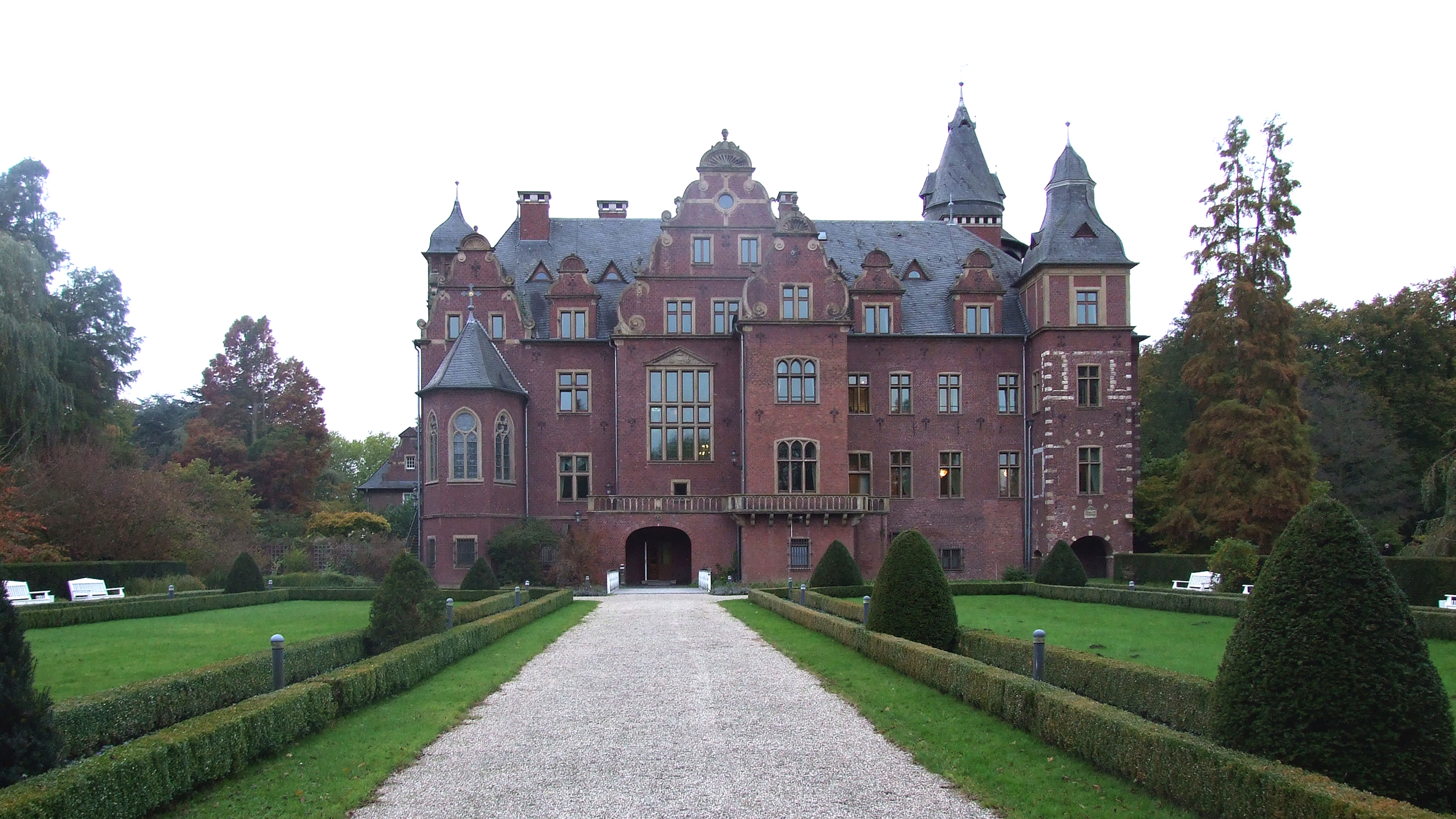
Schloss Krickenbeck, Parkseite

Das Schloss Krickenbeck liegt in Nettetal am Niederrhein, im Bereich der Krickenbecker Seen. Das lange Zeit dem Verfall ausgesetzte Wasserschloss wurde zwischen Mai 1991 und August 2011 als Tagungsstätte der WestLB genutzt.

## Alte Burg

Schloss Krickenbeck um 1860, Sammlung Alexander Duncker

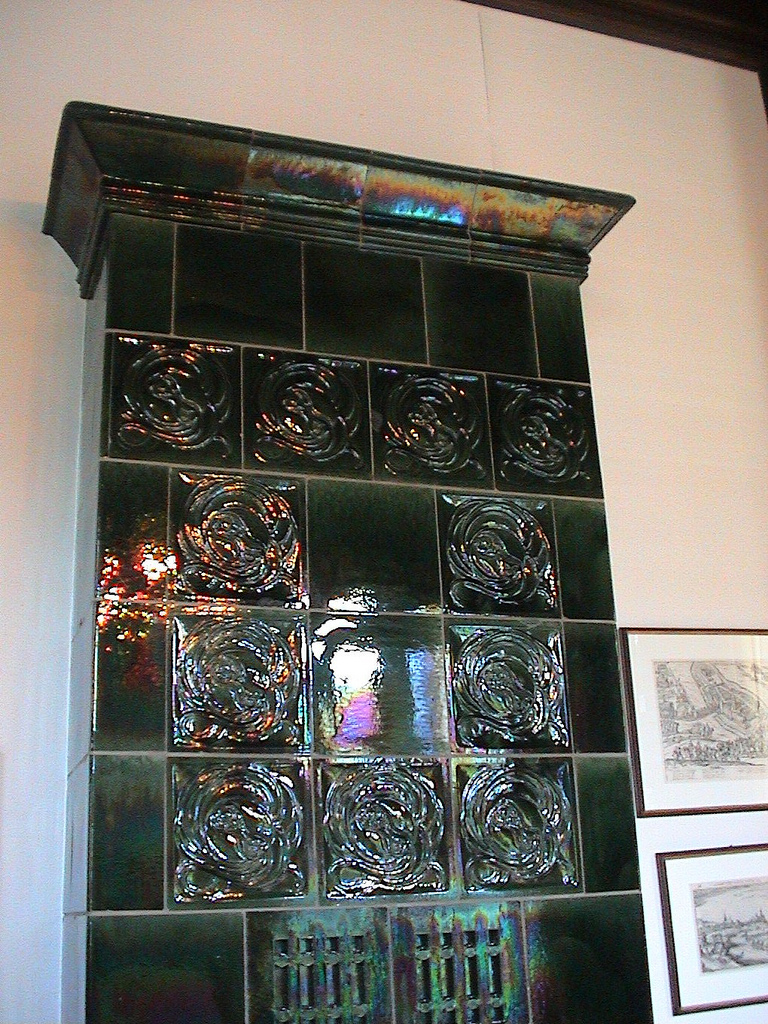
Kachelofen in der Schlossbibliothek

Vor der Errichtung des Schlosses und seiner direkten Vorgängerburg an der heutigen Stelle befand sich etwa zwei Kilometer südlich an der Nette die Burg Krickenbeck, auch alde Borch oder Alt-Krickenbeck genannt. Der erste urkundlich erwähnte Besitzer dieser Burg war 1104 Heinrich Graf von Krickenbeck, Sohn des Grafen Gerhard II. von Wassenberg. Nächster nachweisbarer Graf der Burg Krickenbeck war Reginar von Krickenbeck (1149–1167). Dessen Tochter Alveradis von Krickenbeck-Millendonk ehelichte Friedrich Graf von Berg-Altena. Deren gemeinsamer Sohn Adolf I. Graf von der Mark, Altena und Krickenbeck verkaufte die „Bona de Crikenbeke“ 1243 an seinen Schwager Otto von Geldern. Am 3. März 1243 erwarb sie Graf Otto von Geldern von Graf Adolf von der Mark. Zu diesem Zeitpunkt scheint die Alte Burg bereits zerstört oder zumindest unbewohnbar geworden zu sein, da sie keine weitere Erwähnung mehr findet.
Unklar ist, warum die alte Burg, die sicher von Graf Reginar noch bewohnt wurde, aufgegeben oder zerstört wurde. Eine mögliche Ursache könnten die militärischen Auseinandersetzungen im Rahmen der seit 1232 laufenden Isenberger Wirren gewesen sein. Adolf I. kämpfte zwischen 1232 und 1243 gegen die Erben seines Verwandten Friedrich von Isenberg, der 1226 als Hauptverschwörer gegen beider Verwandten den Erzbischof von Köln, Engelbert von Berg, hingerichtet worden war.

## Neue Burg
Mitte des 13. Jahrhunderts wurde die Burg in die Hinsbecker Niersniederung verlegt. Neu-Krickenbeck ist wohl zwischen 1244 und 1251 als die „Bona de Crikenbeke“ errichtet worden, ohne dass die alte Burg geldrisch wurde. Ende des 14. Jahrhunderts gehörte die neue Burg mit ihrem zugehörigen Gebiet zur Grafschaft Kleve. 1391 überließ Graf Adolf I. von Kleve mit seiner Frau Margaretha ihre Rechte am Haus Kriekenbeck erblich an Sohn Adolf II. von Kleve.
Die vier Krickenbecker Seen, benannt nach der Burg in ihrer Mitte, sind durch Austorfung von Niedermooren Anfang des 15. Jahrhunderts entstanden. Als am 21. November 1604 der Kempener Amtmann Arnold von Wachtendonk Anna Salome von Holthausen heiratete, wird im Ehevertrag Schloss Krickenbeck erwähnt. Das Allianzwappen Wachtendonk/Holthausen ist an der Nordostwand des Schlosses zu sehen.
Seine Glanzzeit erlebte das Schloss ab 1623 unter Freiherr Johann Friedrich von Schaesberg, Statthalter am Düsseldorfer Hof Jan Wellems, des Kurfürsten Johann Wilhelm. Als am 19. Februar 1623 Johann Friedrich von Schaesberg (* 21. Dezember 1598, † 17. Februar 1671) die noch nicht 15 Jahre alte Ferdinanda von Wachtendonk heiratete, kam die Burg durch Heirat in den Besitz der Familie von Schaesberg. Freiherr Wolfgang Wilhelm von Schaesberg baute die Burg zum Schloss – einer als Herrensitz dienenden niederrheinischen Wasserburg – um. Sein Sohn Johann Friedrich von Schaesberg (* 1663/64 im Wasserschloss Krickenbeck) studierte 1681 an der Universität zu Köln. 1684 wurde Krickenbeck von französischen Truppen eingenommen und geplündert, verschiedene Besetzungen während des Dreißigjährigen Krieges erforderten 1695 einen vollständigen Neubau der Vorburg.
In der Zeit von 1708 bis 1721 ließ Johann Friedrich II. von Schaesberg die Burg durch den Baumeister Simon Sarto in ein barockes Herrenhaus umbauen. Von 1856 bis 1860 gaben Graf Rudolf von Schaesberg (1816–1881) und dessen Frau Mathilde (1824–1891), geborene Gräfin von Waldburg-Zeil-Trauchburg, den Auftrag für einen weiteren Umbau in ein neugotisches Schloss nach Plänen des Kölner Diözesanbaumeisters Vincenz Statz. Er baute das Wasserschloss zu einem gotischen Repräsentationsbau um, der die Vergangenheit des Hauses in Erinnerung rufen sollte. Die Seeseite erhielt einen neuen Ostturm, zudem entstand ein Südosterker.

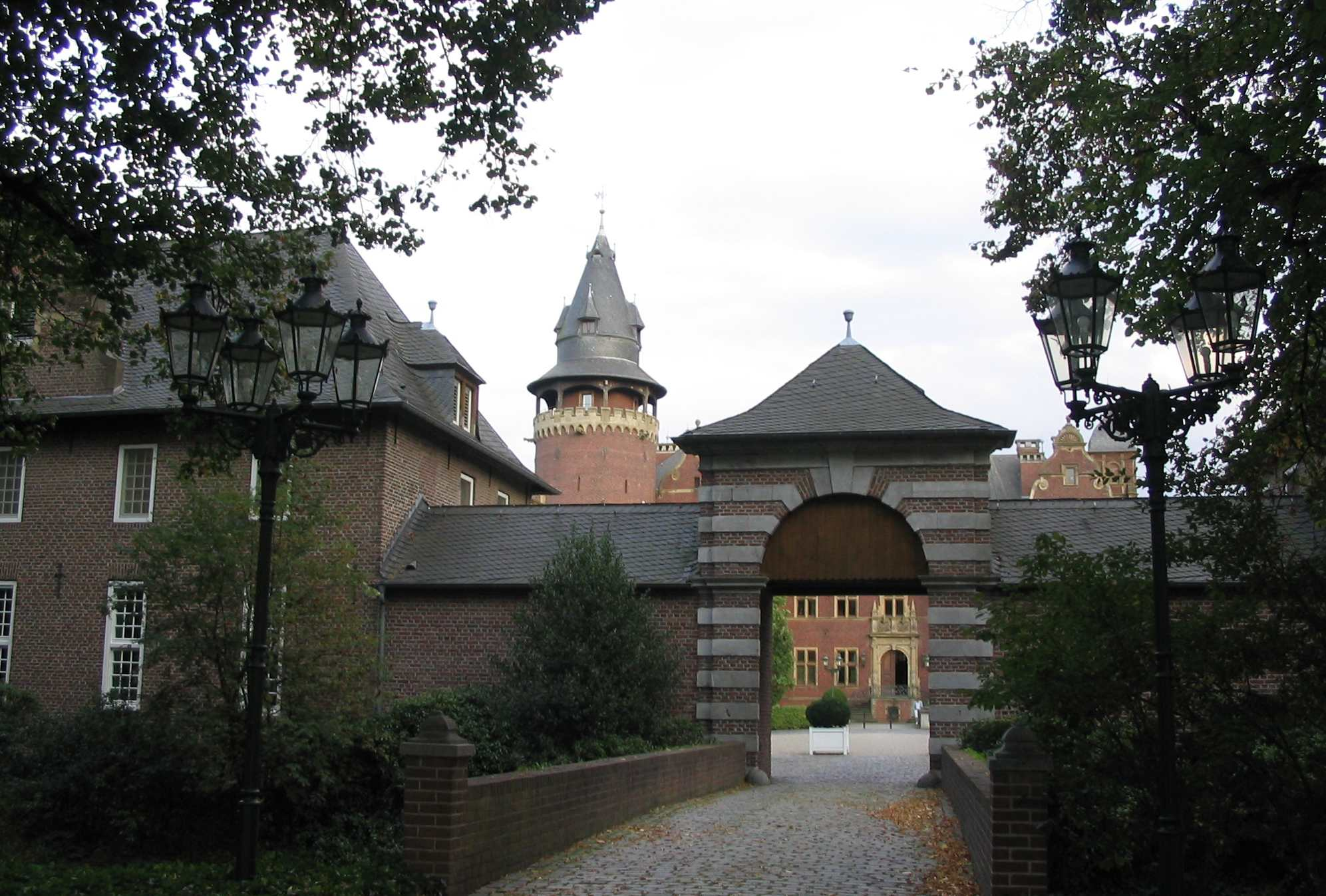
Einfahrt

Am 7. September 1902 zerstörte ein Brand das gesamte Herrenhaus. Dass „Schloss Krickenbeck in Flammen“ stehe, erfuhr sein Eigentümer Heinrich Graf von Schaesberg-Tannheim an seinem fernen Wohnort im Allgäu durch ein Telegramm seines Oberrentmeisters Wirtz. Der Bau wurde durch den Leichtsinn eines Anstreicherlehrlings zerstört, der in der Mittagspause hoch unter dem Dach „heimlich eine irdene Pfeife rauchte“. Mit dem Neubau beauftragte Graf Wilhelm Heinrich (1855–1910) den hannoverschen Architekten Hermann Schaedtler. Von 1903 bis 1904 entstand ein dreiflügeliges Schloss im Stil der Neorenaissance.
1943 zog die Familie von Schaesberg auf ihr Schloss Tannheim in Württemberg und nahm die Einrichtungsgegenstände des Schlosses mit.
Im Juni 1943 zogen ein Kinderheim aus Mönchengladbach und Dernbacher Schwestern im Schloss ein. Im Oktober 1944 wurden sie nach Olpe verlegt.
Im März 1945 bezog der Stab der "363rd Tactical Reconnaissance Group" der USAAF das unbewohnte Schloss und nutzte es als Hauptquartier. Im Jahre 1947 zogen die Katharinenschwestern, die Kongregation der Schwestern von der hl. Jungfrau und Martyrin Katharina, in das Schloss ein; dieser Orden war 1945 aus Ostpreußen vertrieben worden. Anschließend diente es bis 1969 als Altersheim des damaligen Kreises Kempen-Krefeld.

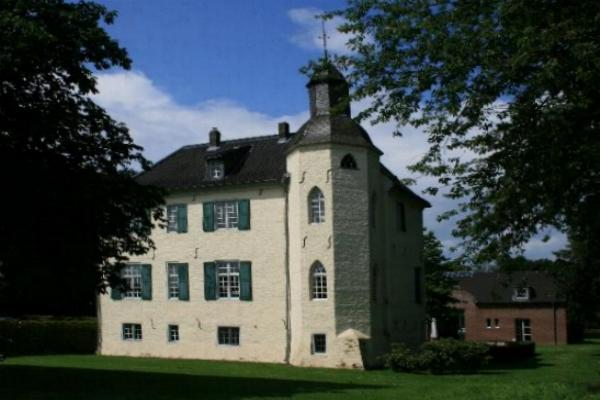
Haus Bey

Ab Juli 1969 stand das Schloss ungenutzt leer. 1970 wurde auch das Haus Langenfeld in Wachtendonk-Wankum verkauft, das bis dahin zum Besitz gezählt hatte. Haus Bey hingegen gehört noch zum Schaesberg’schen Besitz.
In den 1970er Jahren verfiel die Bausubstanz. 1977 wurden Teile des Schlosses als Kulisse für den Fernsehfilm Die Vorstadtkrokodile verwendet. Eine für 1981 vorgesehene Landesbeihilfe für die Dachinstandsetzung wurde von der Bezirksregierung Düsseldorf nicht genehmigt, weil eine Nutzung des Baudenkmals nicht gegeben sei.

## Neues Schloss
Versuche, es als Jagdmuseum oder mit Luxuswohnungen zu nutzen, schlugen fehl. Das leerstehende Schloss war dem weiteren Zerfall ausgesetzt, der durch die fortschreitende Zerstörung der Dachbedeckung beschleunigt wurde. 
Die WestLB beschloss im Herbst 1986, im Schloss ihre Aus- und Weiterbildungsakademie mit Veranstaltungen zu Themen der betrieblichen Fortbildung einzurichten. Nach aufwendigen Sanierungs-, Renovierungs- und Erweiterungsarbeiten wurde das seit Anfang 1989 von den Grundmauern auf neu gestaltete Schloss im Mai 1991 in Anwesenheit von NRW-Ministerpräsident Johannes Rau seiner neuen Bestimmung übergeben. Saniert wurden das Herrenhaus und die Vorburg, neu errichtet wurden ein Hoteltrakt (160 Einzelzimmer) und ein Freizeitzentrum mit Turnhalle und Schwimmbad an der Stelle eines ehemaligen Bauernhofs mit Baukosten (brutto) von etwa 85 Mio. DM. Im Herrenhaus und in der Vorburg orientierte sich die WestLB an den adligen Zeiten um 1850 und sorgte für entsprechende Stuck- und Kaminsanierung; der Rittersaal und die Bibliothek erhielten Originalgegenstände aus jener Zeit.

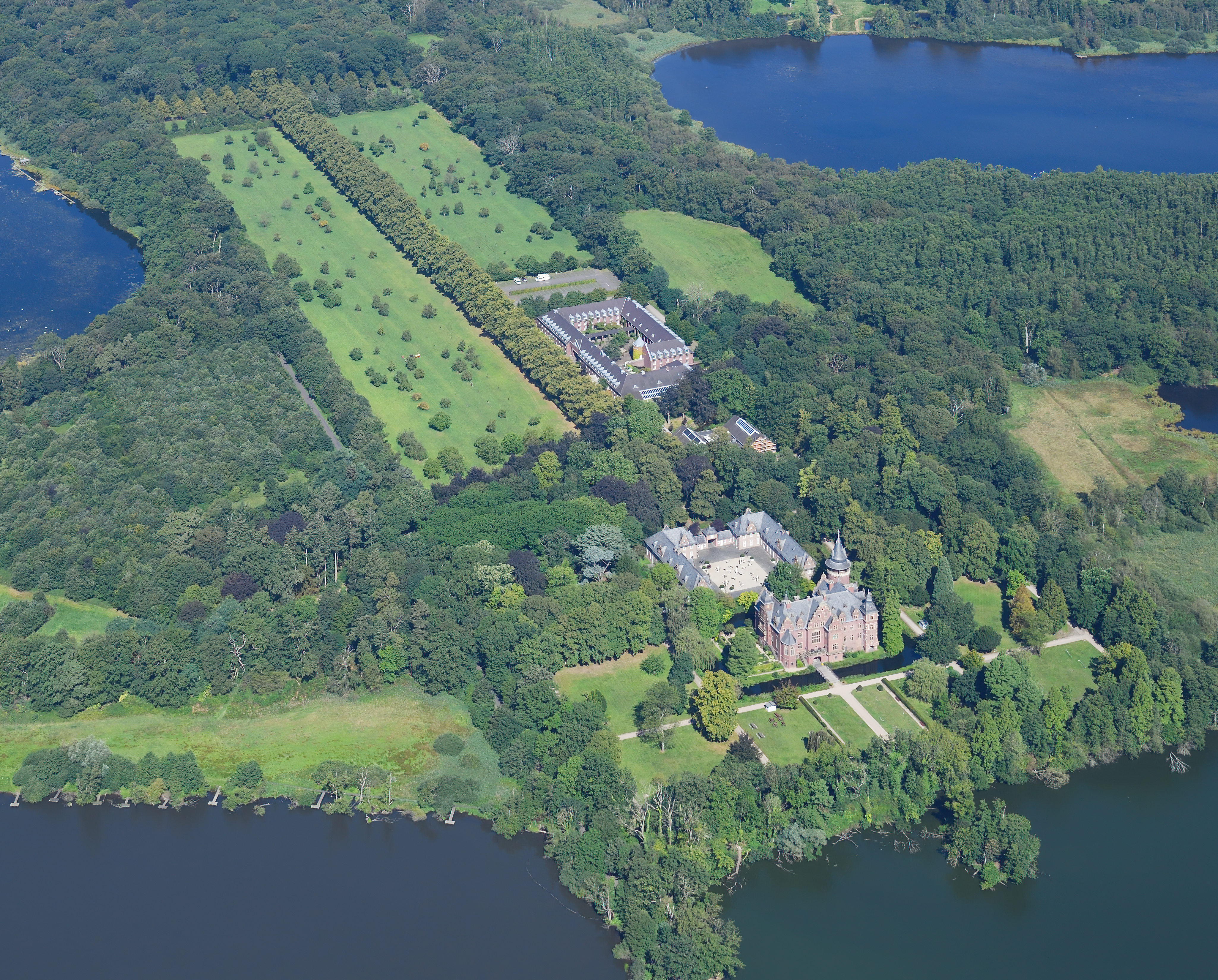
Schloss Krickenbeck und sein Schlosspark aus der Luft gesehen

Die Umbaumaßnahmen erfolgten in enger Zusammenarbeit mit dem Landeskonservator in Nordrhein-Westfalen, die auch die Rekonstruktion und Restaurierung des Schlossparks umfassten. Begleitet wurde dies von einem großflächigen ökologischen Programm zur Renaturierung, Erhaltung und Förderung dieses Bau- und Bodendenkmals. Nachdem die WestLB durch Beschluss der EU-Wettbewerbskommission vom 20. Dezember 2011 bis zum 31. Dezember 2016 abzuwickeln war, hatte die Bank keine Verwendung mehr für das Schloss. 2015 verkaufte sie Schloss Krickenbeck an die französische Châteauform-Gruppe, die es als Seminarhaus vermarktet.